# Bergshausen

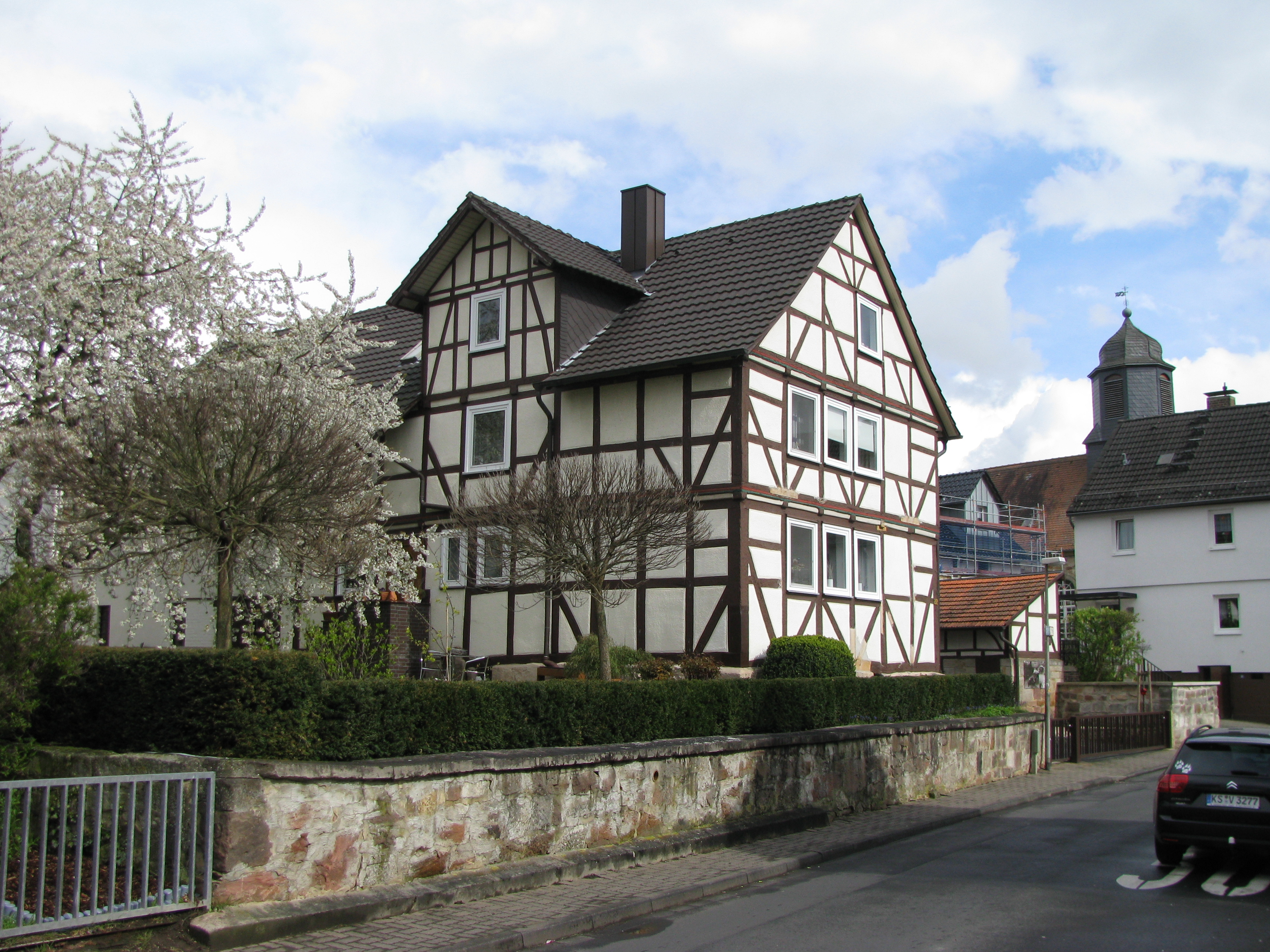
Ortsansicht in Bergshausen

Bergshausen ist ein Ortsteil von Fuldabrück im nordhessischen Landkreis Kassel.

## Geographische Lage
Bergshausen liegt auf dem Nordwesthang der Söhre, auf der sich Teile des Geo-Naturparks Frau-Holle-Land (Werratal.Meißner.Kaufunger Wald) erstrecken. Es befindet sich direkt südöstlich von Kassel. Weitere Nachbarortschaften sind Crumbach im Osten, Dörnhagen im Süden, Dennhausen/Dittershausen (jenseits einer Fuldaschleife) im Südwesten und Rengershausen (jenseits der Fulda) im Westsüdwesten. Der Weser-Quellfluss Fulda fließt direkt westlich am Dorf vorbei. Südlich der Ortschaft liegt am Fluss die  Ansiedlung Sperre.

## Geschichte
Bergshausen wurde im Jahre 1231 erstmals als Berchodeshusen in einer Urkunde des Klosters Breitenau erwähnt. Der Ortsname wird auf den Gründernamen „Bergoz“ zurückgeführt, der hier sein erstes Haus errichtete. Um 1346 zählte Bergshausen zu den Besitzungen des Stiftes Kaufungen. Es wird ein „Ober-Berkhusen“ erwähnt. In der Zeit des Königreichs Westphalen gehörte Bergshausen zum Kanton Waldau.
Am 1. August 1972 wurden im Rahmen der Gebietsreform in Hessen kraft Landesgesetz die Gemeinden Bergshausen und Dörnhagen der Gemeinde Fuldabrück angegliedert und bildeten dadurch die neue Großgemeinde „Fuldabrück“.

## Einwohnerentwicklung
| Bergshausen: Einwohnerzahlen von 1834 bis 2005 | Bergshausen: Einwohnerzahlen von 1834 bis 2005 | Bergshausen: Einwohnerzahlen von 1834 bis 2005 | Bergshausen: Einwohnerzahlen von 1834 bis 2005 | Bergshausen: Einwohnerzahlen von 1834 bis 2005 |
| --- | ---------------------------------------------- | ---------------------------------------------- | ---------------------------------------------- | ---------------------------------------------- |
| Jahr |                                                |                                                |                                                | Einwohner                                      |
| 1834 | 1834                                           |                                                | 406                                            | 406                                            |
| 1840 | 1840                                           |                                                | 426                                            | 426                                            |
| 1846 | 1846                                           |                                                | 441                                            | 441                                            |
| 1852 | 1852                                           |                                                | 457                                            | 457                                            |
| 1858 | 1858                                           |                                                | 427                                            | 427                                            |
| 1864 | 1864                                           |                                                | 456                                            | 456                                            |
| 1871 | 1871                                           |                                                | 479                                            | 479                                            |
| 1875 | 1875                                           |                                                | 504                                            | 504                                            |
| 1885 | 1885                                           |                                                | 549                                            | 549                                            |
| 1895 | 1895                                           |                                                | 595                                            | 595                                            |
| 1905 | 1905                                           |                                                | 618                                            | 618                                            |
| 1910 | 1910                                           |                                                | 683                                            | 683                                            |
| 1925 | 1925                                           |                                                | 779                                            | 779                                            |
| 1939 | 1939                                           |                                                | 964                                            | 964                                            |
| 1946 | 1946                                           |                                                | 1.422                                          | 1.422                                          |
| 1950 | 1950                                           |                                                | 1.482                                          | 1.482                                          |
| 1956 | 1956                                           |                                                | 1.508                                          | 1.508                                          |
| 1961 | 1961                                           |                                                | 1.492                                          | 1.492                                          |
| 1967 | 1967                                           |                                                | 1.542                                          | 1.542                                          |
| 1970 | 1970                                           |                                                | 1.701                                          | 1.701                                          |
| 2005 | 2005                                           |                                                | 3.263                                          | 3.263                                          |
| Datenquelle: Historisches Gemeindeverzeichnis für Hessen: Die Bevölkerung der Gemeinden 1834 bis 1967. Wiesbaden: Hessisches Statistisches Landesamt, 1968. |                                                |                                                |                                                |                                                |

## Wirtschaft und Infrastruktur

### Öffentliche Einrichtungen
- Im Ort gibt es die Kindertagesstätte „Wackelzahn“ mit 120 Plätzen und ein Bürgerhaus.
- Die evangelische Kirche steht in der Ortsmitte.
- Der FSV Bergshausen ist ein ortsansässiger Sportverein unter anderem mit den Bereichen Fußball, Volleyball, Tennis und Tischtennis.

### Verkehr
Südöstlich von Bergshausen trifft die Bundesautobahn 44, die im Süden der Ortschaft über die Fuldatalbrücke Bergshausen führt, am Autobahndreieck Kassel-Süd auf die Bundesautobahn 7. An Bergshausen vorbei führen im Osten die Landesstraße L 3460 (früher Bundesstraße 83; Kassel–Bergshausen–Dörnhagen) und der Fulda-Radweg (Hessischer Radfernweg R1) entlang des Fuldaufers im Westen.

## Persönlichkeiten
- Nikolaus Hubach (1825–1886), Bürgermeister und Abgeordneter des Kurhessischen Kommunallandtages
- Herbert Günther (1929–2013), SPD-Politiker, Hessischer Innenminister
- Ludwig Müller (1932–2022), Leichtathlet